# Houthem (Hainaut)
Pour les articles homonymes, voir Houthem.
Houthem (en picard Outèm) est une section de la commune belge de Comines-Warneton située en Wallonie picarde, dans la province de Hainaut. Houthem est un ancien territoire du Comté de Flandre.
C'était une commune à part entière avant la fusion des communes de 1977.

## Étymologie
1102 Holthem
Habitation (germanique *haima) du bois (germanique *hulta).

## Évolution démographique
- Sources : INS, Rem. : 1831 jusqu'en 1970 = recensements, 1976 = nombre d'habitants au 31 décembre.
- 1920* : Décroissance importante de la population due aux dégâts causés par la Première Guerre mondiale

## Histoire

### Histoire ancienne
La première église de Houthem remontait à la fin du XIe siècle et a été démolie en 1865.
Houthem est un village qui appartient à la seigneurie de Comines situé dans la châtellenie d'Ypres jusqu'à la fin de l'Ancien Régime. La seigneurie possédait différents fiefs dont celui de Stradin, tenu du château de Comines. Plusieurs seigneurs de Stradin sont connus.
Un premier plan cadastrale de Charles III de Croÿ délimite Houthem. Un second sera produit en 1779 lors de la reconstruction du presbytère. Ce bâtiment, entouré d'eau, apparaît sur les cartes militaires du XVIIe siècle sous le nom de Maison du curé.
L'église romane d'Houthem est détruite en 1865. Les lignes françaises allant de Comines à Ypres traversent le village du sud au nord.
Après la guerre de 1914-1918, la ville est entièrement reconstruite.
La ville possédait une Gare de Ligne 69 jusqu'en 1984. Aujourd'hui, un lasergame local (Bamboo) a fait de son espace de jeu un environnement ferroviaire inspiré de l'ancienne gare.

#### Seigneurs de Stradin
- François de Bosquiel de Lille détient le fief de Stradin au XVIe siècle[4].
- Nicolas Ghesquière Ier, né vers 1540 achète le fief et devient seigneur de Stradin. Il épouse Jossine Messyans, fille de Jean[4].
- Nicolas Ghesquière II, fils de Nicolas Ier, né vers 1570 , est seigneur de Stradin après son père. il détient également la seigneurie d'Hollebecque en partie. Il épouse Anne Le Noir de Bendy, fille de Pierre et d'Anne Van Thiène[6]. Denis du Péage le dit marchand à Guînes et décédé avant 1654[7].
- Pierre Ghesquière Ier (1609-1695), né en 1609 à Guînes, fils de Nicolas II, succède à son père dans les seigneuries de Stradin et d'Hollebecque. Il épouse à Lille par contrat passé devant notaires le 5 juillet 1649 Catherine Stappart, née en avril 1619 (baptisée le 9 avril 1619), fille de Gilles, trésorier au bureau des finances de Lille et d'Anne le Roulx. Il accède à la bourgeoisie de Lille par achat le 6 novembre 1654[8],[7].
- François Ghesquière (1650 ou 1651-1692) succède à son père Pierre Ier dans les seigneuries de Stradin et d'Hollebecque. Il nait en 1650 ou 1651, est marchand, bourgeois de Lille le 1er juin 1674, et meurt à Lille le 19 novembre 1692. Il épouse le 23 janvier 1682 (ou le 25 janvier) Marie Michel (ou Michelle) Cousyn ( ou Cousin) , fille d'André, avocat au Parlement de Flandres, et de Marie d'Audenarde. Elle nait à Lille en avril 1653 (baptisée le 22 avril 1653) et meurt en 1713[9],[10].
- Pierre Ghesquière II (1683-1733) prend la suite de son père François dans la seigneurie de Stradin. Il nait à Lille en décembre 1683 (baptisé le 23 décembre 1683), est anobli écuyer, à la suite de l'achat d'une charge de conseiller secrétaire du roi en la chancellerie du Parlement de Flandres le 4 février 1714. Bourgeois de Lille le 14 juillet 1706, il devient ensuite échevin de Lille. Il meurt à Lille le 19 avril 1733. Il prend pour femme, après contrat passé à Lille le 22 mai 1706 Marie Le Blanc, fille de Pierre, trésorier de la Chambre des comptes de Lille et de Marie Bosquillon. Elle nait à Lille en novembre 1683 (baptisée le 1er décembre 1683). Devenue veuve, Marie Le Blanc achète le 20 mai 1742 la terre et seigneurie de Nieppe à Joseph Louis Zannequin, écuyer, seigneur de Nieppe et d'Opsilot. La possession de la terre lui est confirmée à Bailleul le 7 décembre 1742. Elle meurt le 12 octobre 1758, est inhumée à côté de son mari dans l'église Sainte-Marie-Madeleine de Lille[11],[12].
- Ignace François Ghesquière (1710-1772), écuyer, fils de Pierre II, est seigneur de Stradin après son père. il nait à Lille en janvier 1710 (baptisé le 8 janvier 1710). Après sa réclamation du 23 juillet 1733, il est convoqué aux assemblées des nobles de Flandre. Il est également seigneur de Millécamps (sur Lys-les-Lannoy), fief pour lequel il verse le relief (paye les taxes le 27 mai 1740 au prince de Rohan (sans doute Charles de Rohan-Soubise) du fait de son marquisat de Roubaix. Il est ministre général de la bourse des pauvres, receveur de la maison des Vieux Hommes à Lille de 1741 à 1762. il devient seigneur de Nieppe après la mort de son neveu Louis Balthazar Joseph, et en verse le relief le 5 octobre 1769. Il meurt célibataire le 5 janvier 1772[13],[12].
- François Michel Ghesquière (1717-1792), fils de Pierre Ghesquière II, est seigneur de Stradin et de Nieppe après son frère Ignace François. Il nait à Lille en juin 1717 (baptisé le 11 juin 1717), écuyer, il accède à la bourgeoisie de Lille le 19 décembre 1753, passe échevin de la ville de 1753 à 1756 et en 1762, puis trésorier héréditaire de la ville de Lille, administrateur de la charité générale de la ville, marguillier de la paroisse de La Madeleine de Lille. Il achète la seigneurie de Warenghien, située à Avelin, et rapportant des droits seigneuriaux en nature et/ou en équivalent argent, le 15 mars 1765, à Philippe Desbuissons, et en verse le relief en mai 1765. Le 14 janvier 1773, il paye le relief de la seigneurie de Nieppe. Il meurt le 10 avril 1792, à 75 ans. Il laisse un manuscrit, détenu en 1884 par sa petite-fille Adélaïde Marie Joseph, épouse Watelet de Messange, orné de gravures, contant l'histoire de l'église de La Madeleine de Lille, publié peu avant 1884 par Mr de Ternas. Il épouse, après contrat du 9 novembre 1752, Marie Claire Chappuzeau de Beaugé (1724-1765), née à Dijon le 13 octobre 1724, fille de Paulin Louis, écuyer, procureur général des fermes du roi à Dijon et de feue Marie Thérèse Breckevelt de La Haye[14]. Elle meurt le 3 avril 1765, et est inhumée dans l'église de La Madeleine[15].
- Paulin Joseph Ghesquière (1753-1817), fils de François Michel, écuyer, est seigneur de Stradin et de Nieppe après son père. Né à Lille en novembre 1753 (baptisé le 17 novembre 1753), il est officier aux carabiniers de France, se fait admettre dans la bourgeoisie de Lille le 7 novembre 1774, devient échevin de Lille de 1785 à 1790, et succède à son père dans la charge de trésorier héréditaire de la ville de Lille. Dans l'intervalle, il présente une réclamation le  10 décembre 1778 afin d'être inscrit au rôle des nobles de la province de Lille-Douai-Orchies, pour pouvoir participer aux assemblées provinciales et se retrouve convoqué par cette assemblée le 17 mai 1781. Il achète à cette époque les seigneuries de Groestrate, Rudderghelt, Renauldelst (situées sur Steenwerck et Nieppe). Il a épousé par contrat passé à Courtrai le 16 mai 1774, Marie Domitille Françoise du Toict de Trieste, fille de Guillaume Jacques, vicomte du Toict de Trieste, seigneur d'Ackelgem, Beverswaele et autres lieux, premier conseiller pensionnaire (conseiller juridique) de la ville de Courtrai, juge des domaines et des impôts dans les provinces des Pays-Bas pour l'impératrice douairière Marie Thérèse d'Autriche, et de Jeanne Xavière Lemonnier. En 1793, sous la Terreur, menacés par quelques républicains de Nieppe, Paulin Joseph et son épouse quittent précipitamment le château de Nieppe et viennent se cacher dans leur hôtel de Lille (rue des Jardins). Ils y sont arrêtés avec leurs enfants et conduits prisonniers à La Providence d'Amiens. La chute de Robespierre leur sauve la vie, leur évite l'échafaud et autorise leur mise en liberté. Le couple formé par Marie Claire Ghesquière, sœur de Paulin Joseph, mariée à Constant Guislain Watelet d'Assinghem, chevalier, trésorier au bureau des finances, a partagé leur captivité. Paulin Joseph meurt au château de Nieppe en 1817, Marie Domitille décède au dit château en 1821[16],[15].

### Histoire contemporaine
Commune du département de la Lys sous le régime français, elle fut transférée de la province de Flandre-Occidentale à celle de Hainaut en 1963. Depuis cette date ses habitants néerlandophones minoritaires bénéficient de facilités administratives.

## Patrimoine et culture

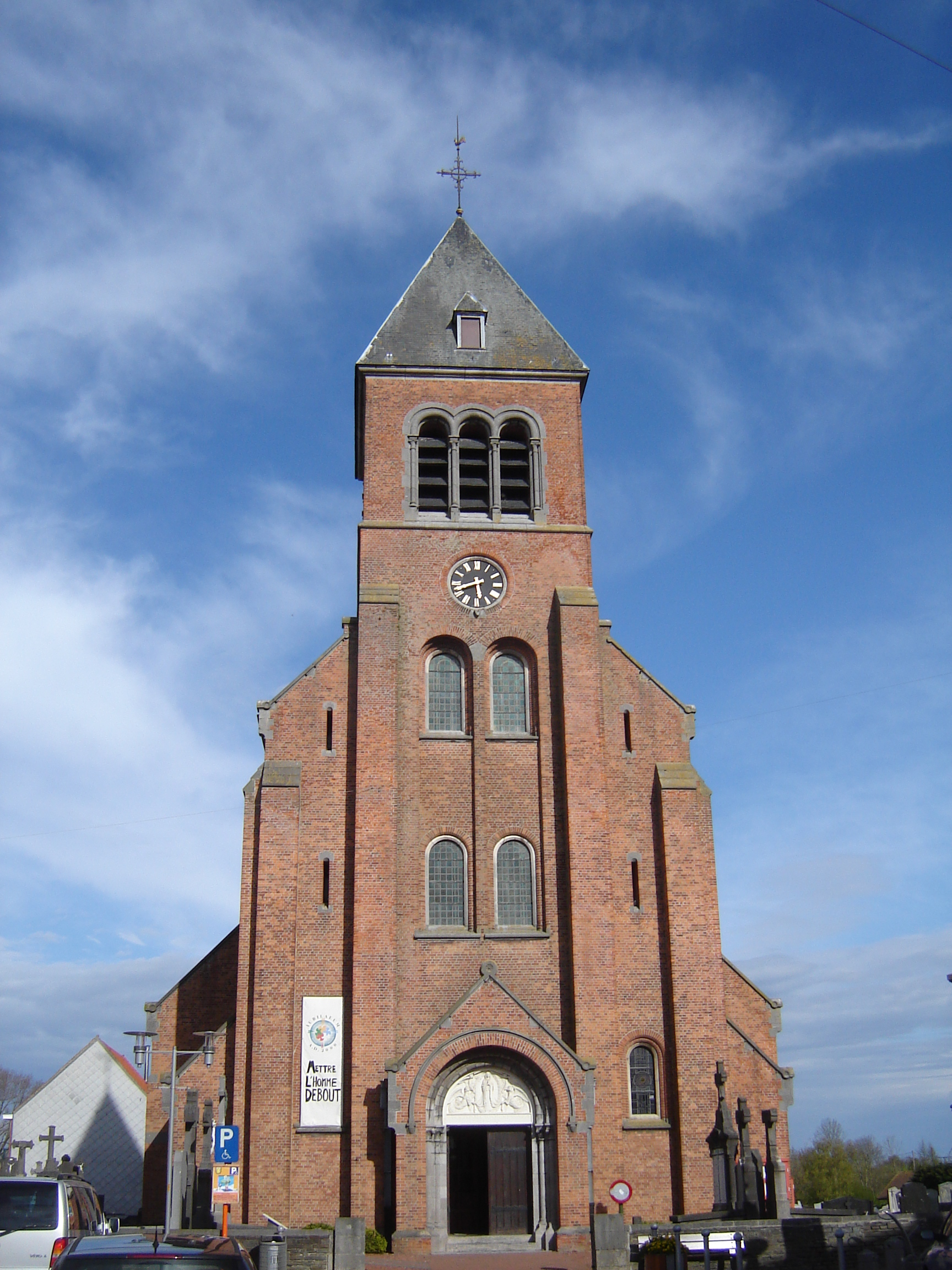
Vue de face de l'église.

### Patrimoine architectural
- L'église Notre-Dame de l'Assomption est l'église paroissiale au centre de Houthem. En 1050, il s'y trouvait déjà une église paroissiale qui sera reconstruite en 1865 dans un style néo-gothique. Cette église a été détruite durant la Première Guerre mondiale. L'église est reconstruite entre 1922 et 1925 dans un style néo-roman.

### Culture

#### Folklorique
La ducasse de Houthem a lieu le quatrième week-end de juin.
Le Festival ''J'veux du Soleil'', organisé par la Maison de Jeunes Carpe Diem a lieu le vendredi d'ouverture de la ducasse depuis 2004.

## Personnalités
- Louis-Désiré Morel (1880-1971), prêtre catholique et missionnaire, est né à Houthem.